# 야마카와 데쓰시
야마카와 데쓰시(일본어: 山川 哲史, 1997년 10월 1일~)는 일본의 축구 선수이다.

## 구단 경력
그는 2020년 J1리그의 비셀 고베에 입단했다. 2023년과 2024년 2번의 J1리그 우승을 차지했다.